# Ducetia sagitta
Ducetia sagitta is een rechtvleugelig insect uit de familie sabelsprinkhanen (Tettigoniidae). De wetenschappelijke naam van deze soort is voor het eerst geldig gepubliceerd in 1961 door Ragge.
1. ↑  (en) Ducetia sagitta op de IUCN Red List of Threatened Species.